# Pristiphora saxesenii
Pristiphora saxesenii är en stekelart som först beskrevs av Hartig 1837.  Pristiphora saxesenii ingår i släktet Pristiphora, och familjen bladsteklar. Det är osäkert om arten förekommer i Sverige.